# Pseudoleucopis benefica
Pseudoleucopis benefica är en tvåvingeart som beskrevs av Malloch 1930. Pseudoleucopis benefica ingår i släktet Pseudoleucopis och familjen markflugor. Inga underarter finns listade i Catalogue of Life.